# Aus dem Schneider sein
Die Redensart aus dem Schneider sein bedeutet „eine schwierige Situation überwunden haben, das Schlimmste überstanden haben“ oder aber (scherzhaft) „über dreißig Jahre alt sein“ im Sinn von „nicht mehr ganz jung sein“.
Die Redensart stammt von Kartenspielen wie Schafkopf und Skat, wo diejenigen „Schneider werden“, die 30 oder weniger als dreißig Augen (Punkte), das heißt, weniger als die Hälfte der zum Gewinn nötigen Summe erreichen. (Umgekehrt ist man mit mehr als 30 „Schneider frei“.) In dem studentischen Bierspiel Lustig, meine Sieben wurde auf dem Tisch vor dem Platz desjenigen, der unter dreißig blieb, eine Schere gemalt. Der Betroffene musste zur Strafe die doppelte Menge Bier trinken.
Früher spottete man, ein Schneider wiege nicht mehr als 30 Lot und spielte damit auf den unzureichenden Verdienst und die dadurch bedingte sozial schlechte Stellung der in diesem Handwerk Arbeitenden an.
Hierin ist der Ursprung für die Gleichsetzung dreißig Punkte = dreißig Lot = Schneider zu sehen.